# Seabert
Seabert (oorspronkelijke titel: Bibifoc) is een van oorsprong Franse animatieserie uit 1985 rond twee kinderen en een zeehondje die opkomen voor de dierenbescherming. De serie werd gemaakt door BZZ Films in Parijs onder de titel “Bibifoc” en met het doel kinderen respect voor de natuur bij te brengen.

## Verhaal
De serie gaat over een jongen Tommy, een Inuit meisje Aura en een klein wit zeehondje Seabert. In de eerste aflevering is te zien hoe Tommy met zijn oom Smokey en diens helpers naar de noordpool reist. Zogenaamd voor onderzoek, maar in werkelijkheid om op zeehonden te jagen. Wanneer Tommy hierachter komt, laat hij zijn oom achter. Hij ontmoet een jonge zeehond die hij de naam Seabert geeft, en later ook Aura. Vanaf dat moment reizen de drie heel de wereld rond en nemen ze het op voor de dieren.
De drie komen regelmatig tegenover stropers, jagers en handelaars in bedreigde diersoorten te staan. Een man genaamd Grijpwijk en Tommy’s oom Smokey zijn twee regelmatig terugkerende antagonisten in de serie.

## Uitzendingen in Nederland en België
In Nederland en België is de serie te zien geweest op de volgende zenders:
- Kindernet
- NED1
  - Veronica
- NED2
  - Veronica
- BRT1
- RTL 4

Tegenwoordig is de serie te zien op de digitale zender Pebble TV.

## Stemmen
- Verteller: Jos Bergenhenegouwen
- Tommy: Hidde Schols
- Aura: Miet Molnar
- Oom Smokey: Arthur Boni
- Grijpwijk: Alfred Lagarde
- Zuurmeijer: Coen Flink
- Carbonne: Hans Hoekman
- De vader van Aura: Hero Muller
- Andere stemmen: Paul van Gorcum, Michael Harrigan, Kas van Iersel ...

## Titelsong
De titelsong voor de Nederlandstalige versie van Seabert werd geschreven door Peter van Asten en Richard Dubois. Het werd ingezongen door Querine van Emmerik.

## Dvd's
Inmiddels heeft Bright Vision entertainment 4 delen van Seabert uitgebracht op dvd in de Nederlandse versie.
- Deel 1 Radiogevaar (8 afleveringen)
- Deel 2 De walvisjagers (8 afleveringen)
- Deel 3 Jacht op ivoor (5 afleveringen)
- Deel 4 De ontsnapping (5 afleveringen)

## Afleveringen
1. Tommy's vertrek (of De geboorte)
2. De halsband
3. Ontmoeting met Aura
4. De ijsberg
5. Radiogevaar
6. De val (of De Eskimo-ingreep)
7. De lokfluit
8. De professor heeft spijt
9. Chantage
10. Op weg in een Ballon
11. Walvis in zicht
12. De walvisjagers
13. De schildpad-stropers
14. Zes meter onder 't ijs
15. De Ultrasone Oproep
16. De Ontvoering
17. De Bontfabriek
18. Le grand appel
19. Op Safari
20. Jacht op Ivoor
21. Lamlendige luipaard jagers
22. Blauw als Blikvanger
23. Complot op een Conferentie
24. De Slappe Saboteur
25. Inbraak en Inscheping
26. Luipaarden per Scheepslading
27. Huisdierenleed
28. Dr. Dessauls desillusie
29. Avontuur in de Alpen
30. Een Lawine te laat
31. De onverhoedse Ontvoering
32. Stuurman op Stang
33. IJsberg in zicht
34. Gesmolten Smeerlapperij
35. Een Neushoornhoorn Tekort
36. Neushoorngeschal
37. Een karwei in Californïe
38. Een onderzeeër ten onder
39. De Verschrikkelijke eerbiedwaardige Sneeuwman
40. Een tijding uit Tibet
41. Spoorloos per spookvliegtuig
42. Verfoeilijk valse foto's
43. Pandamonium
44. Een brug te veel
45. Vagebonden op Vogeljacht
46. Terugtocht uit de Tempel
47. Gorilla's gevraagd
48. Een Adonis in Apenpak
49. Rumoer in het Regenwoud
50. Bomen van Belang
51. De Verborgen Fabriek
52. De Ruwe Bolster, Blanke Pit